# Arroyo Jaboneros
El arroyo Jaboneros, o arroyo de los Jaboneros, es un arroyo de España de la cuenca mediterránea andaluza, cuyo recorrido se halla íntegramente en el término municipal de Málaga. Tiene una longitud de 19 km y una cuenca de 29 km². 

## Curso
Nace en el entorno del Puerto del León, en una zona formada por materiales del complejo maláguide de los Montes de Málaga y una precipitación en torno a los 800 mm anuales. El Jaboneros sigue un curso de fuertes pendientes en dirección sur, atravesando un territorio deforestado de viñas, olivos y almendros. Desemboca en las playas del distrito Este de Málaga, entre los barrios de Pedregalejo y El Palo.

## Historia
En 1483, durante la guerra de Granada, en el arroyo Jaboneros se produjo una batalla en la que el ejército cristiano al mando de Rodrigo Ponce de León, señor de Marchena, perdió cientos de soldados y dio un gran prestigio a Muley Hacén. El paraje se conoce como Hoya de los Muertos o Cuesta de la Matanza. La toma de Málaga tuvo que esperar cuatro años más. 